# ISO 3166-2:UY
ISO 3166-2:UY est l'entrée pour l'Uruguay dans l'ISO 3166-2, qui fait partie du standard ISO 3166, publié par l'Organisation internationale de normalisation (ISO), et qui définit des codes pour les noms des principales administration territoriales (e.g. provinces ou États fédérés) pour tous les pays ayant un code ISO 3166-1.

## Départements (19)
Les noms des subdivisions sont listés selon l'usage de la norme ISO 3166-2, publiée par l'agence de maintenance de l'ISO 3166 (ISO 3166/MA).
```
UY-AR
 
Artigas

UY-CA
 
Canelones

UY-CL
 
Cerro Largo

UY-CO
 
Colonia

UY-DU
 
Durazno

UY-FS
 
Flores

UY-FD
 
Florida

UY-LA
 
Lavalleja

UY-MA
 
Maldonado

UY-MO
 
Montevideo

UY-PA
 
Paysandú

UY-RN
 
Río Negro

UY-RV
 
Rivera

UY-RO
 
Rocha

UY-SA
 
Salto

UY-SJ
 
San José

UY-SO
 
Soriano

UY-TA
 
Tacuarembó

UY-TT
 
Treinta y Tres
```

## Historique
Historique des changements
- 3 novembre 2014 : Mise à jour de la Liste Source
- 27 novembre 2015 : Mise à jour de la Liste Source